# Ніклас Еліассон
Ніклас Еліассон (швед. Niclas Eliasson, нар. 7 грудня 1995, Варберг, Швеція) — шведський футболіст бразильського походження, вінгер грецького клубу АЕК.

## Ігрова кар'єра

### Клубна
Ніклас Еліассон є вихованцем клубу «Фалкенберг», у якому зіграв свій перший матч на професійному рівні. На початку 2014 року футболіст приєднався до столичного клубу АІК, де провів два сезони. При цьому половину сезону 2016 року футболіст провів в оренді у клубі «Норрчепінг». А вже через рік він підписав з клубом повноцінний контракт.
Влітку 2017 року Еліассон перейшов до Англії, де підписав контракт з клубом «Бристоль Сіті». В Англії Еліассон провів два сезони,після чого перейшов до французького «Німу», де грав до літа 2022 року. В серпні того року футболіст підписав п'ятирічний контракт з грецьким клубом АЕК. Сума трансферу склала 2 млн євро.

### Збірна
У 2017 році Ніклас Еліассон у складі молодіжної збірної Швеції брав участь у молодіжній першості Європи, що проходив у Польщі. На турнірі футболіст провів один матч.

## Досягнення
АЕК
- Чемпіон Греції: 2022-23
- Володар Кубка Греції: 2022-23

Особисті досягнення
- Гравець місяця Аллсвенскан: травень 2017[9]